# جان فريتز
جان فريتز (بالإنجليزية: Jean Fritz)‏ هي كاتِبة وكاتبة للأطفال أمريكية، ولدت في 16 نوفمبر 1915 في هانكو (ووهان) في الصين، وتوفيت في 14 مايو 2017 في سليبي هالو في الولايات المتحدة.